# Cyrtomium takusicola
Cyrtomium takusicola är en träjonväxtart som beskrevs av Tag. Cyrtomium takusicola ingår i släktet Cyrtomium och familjen Dryopteridaceae. Inga underarter finns listade.